# Powiat Minamitsuru
Powiat Minamitsuru (jap. 南都留郡 Minamitsuru-gun) – powiat w Japonii, w prefekturze Yamanashi. W 2024 roku liczył 48 945 mieszkańców.

## Miejscowości
- Dōshi
- Fujikawaguchiko
- Narusawa
- Nishikatsura
- Oshino
- Yamanakako